# Majken (TV-serie)
Majken är en svensk TV-serie i tre delar från 1995, regisserad av Kjell-Åke Andersson och skriven av Margareta Strömstedt. I rollerna ses bland andra Harriet Andersson, Bergljót Árnadóttir och Malin Bergström.

## Rollista
- Harriet Andersson – Majkens lärarinna
- Bergljót Árnadóttir – Majkens mor
- Malin Bergström – Majken
- Halvar Björk – farbror Nord
- Robert Gustafsson – Sven-Olofs far
- Krister Henriksson – prästen
- Johan H:son Kjellgren – Majkens far
- Carina Lidbom – Sven-Olofs mor
- Per Sandberg – brevbäraren
- Peter Viitanen – Sven-Olof
- Claire Wikholm – syster Anna
- Lars-Åke Petersson – eldsläckare

## Om serien
Serien sändes i tre 45-minutersavsnitt mellan den 1 och 15 januari 1995 i Kanal 1. Den producerades av Anders Granström, fotades av Per Källberg och klipptes av Roger Sellberg. Scenograf var Jan Olof Ågren, regiassistent Lena Koppel, rekvisitaansvarig Pia Wallin och klädansvarig Hedvig Andér.

## Utgivning
Serien utgavs på DVD i Sverige 2012 av Pan Vision.

## Avsnitt
1. Majken och blodfläcken i snön
2. Majken och den förtrollade indianen
3. Majken och den hemliga tändsticksasken[2]